# دايموند
دايموند (بالإنجليزية: Diamond) هي رابر أمريكية، ولدت في 20 مايو 1988 في أتلانتا في الولايات المتحدة.

## وصلات خارجية
- الموقع الرسمي
- دايموند على موقع IMDb (الإنجليزية)
- دايموند على موقع ميوزك برينز (الإنجليزية)
- دايموند على موقع أول ميوزيك (الإنجليزية)
- دايموند على موقع ديسكوغز (الإنجليزية)